# Vanault-les-Dames
Pour les articles homonymes, voir Vanault.
Vanault-les-Dames [vano le dam] est une commune française, située dans le département de la Marne en région Grand Est.

## Géographie
| Vanault-le-Châtel |                   | Saint-Jean-devant-Possesse |
|                   | Vanault-les-Dames | Vernancourt                |
| Val-de-Vière      | Sogny-en-l'Angle  | Heiltz-le-Maurupt          |

### Hydrographie
La commune est dans la région hydrographique « la Seine de sa source au confluent de l'Oise (exclu) » au sein du bassin Seine-Normandie. Elle est drainée par la Vière, le Vanichon, le Fossé 01 de Frénay, le cours d'eau 01 de l'Epine Houssard et le ruisseau du Paquis à l'Oie,.
La Vière, d'une longueur de 42 km, prend sa source dans la commune de Noirlieu et se jette  dans la Chée à Outrepont, après avoir traversé 13 communes. 
Le Vanichon, d'une longueur de 11 km, prend sa source dans la commune de Vanault-le-Châtel et se jette  dans la Vière à Val-de-Vière, après avoir traversé trois communes. 

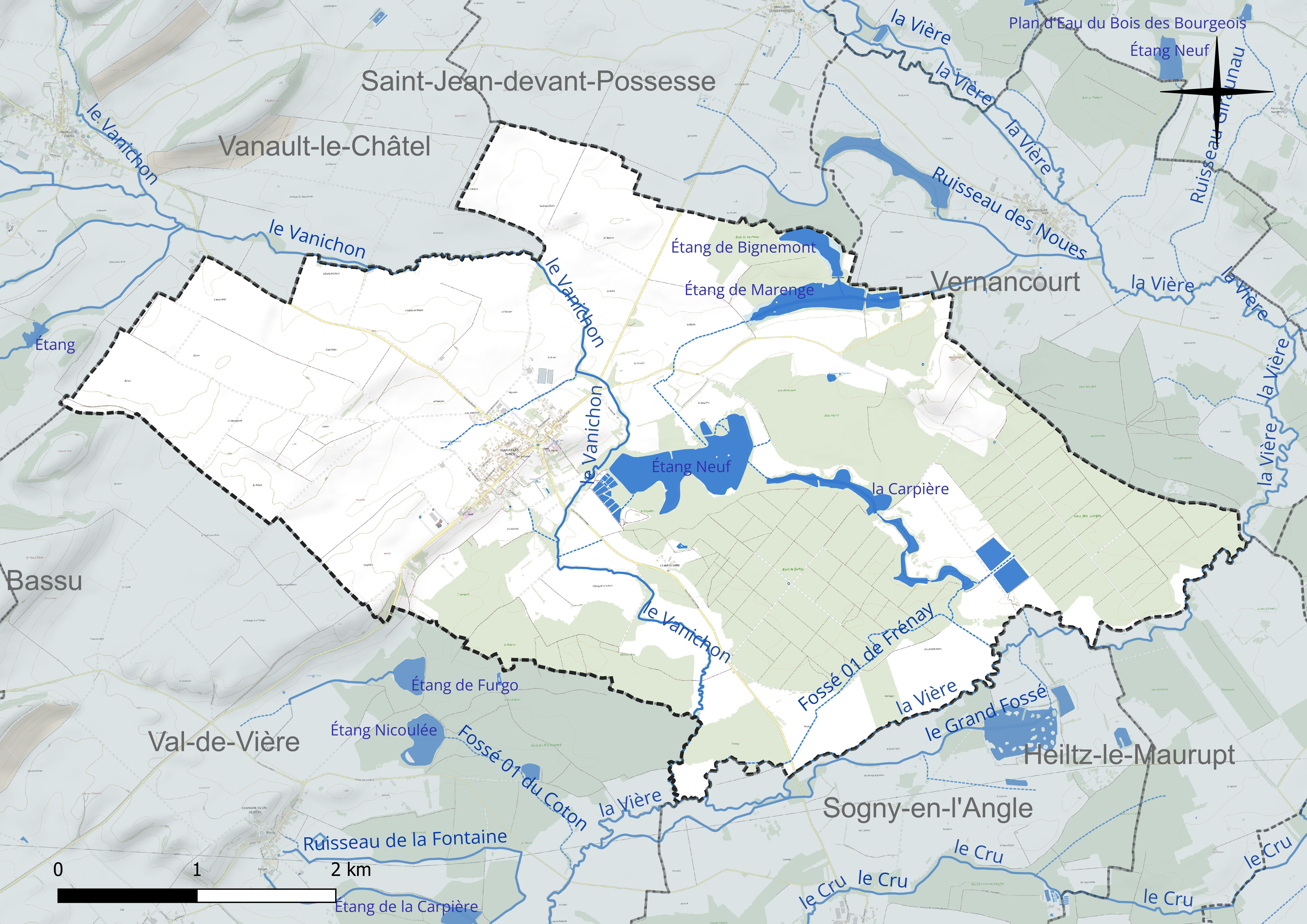
Réseau hydrographique de Vanault-les-Dames.

Cinq plans d'eau complètent le réseau hydrographique : la Carpière (3,1 ha), le plan d'eau 4 du Bois le Defay (1,9 ha), l'étang de Bignemont, d'une superficie totale de 5,4 ha (5,4 ha sur la commune), l'étang de Marenge (11,9 ha) et l'étang Neuf (31,1 ha),.

### Climat
Pour des articles plus généraux, voir Climat du Grand Est et Climat de la Marne.
En 2010, le climat de la commune est de type climat océanique dégradé des plaines du Centre et du Nord, selon une étude du Centre national de la recherche scientifique s'appuyant sur une série de données couvrant la période 1971-2000. En 2020, Météo-France publie une typologie des climats de la France métropolitaine dans laquelle la commune est exposée à un climat océanique altéré et est dans la région climatique  Nord-est du bassin Parisien, caractérisée par un ensoleillement médiocre, une pluviométrie moyenne régulièrement répartie au cours de l’année et un hiver froid (3 °C). 
Pour la période 1971-2000, la température annuelle moyenne est de 10,6 °C, avec une amplitude thermique annuelle de 15,8 °C. Le cumul annuel moyen de précipitations est de 825 mm, avec 12,7 jours de précipitations en janvier et 8,8 jours en juillet. Pour la période 1991-2020, la température moyenne annuelle observée sur la station météorologique de Météo-France la plus proche, « Vassincourt », sur la commune de Vassincourt à 19 km à vol d'oiseau, est de 11,4 °C et le cumul annuel moyen de précipitations est de 871,0 mm. 
La température maximale relevée sur cette station est de 41,7 °C, atteinte le 24 juillet 2019 ; la température minimale est de −17,4 °C, atteinte le 20 décembre 2009,,. 
Les paramètres climatiques de la commune ont été estimés pour le milieu du siècle (2041-2070) selon différents scénarios d'émission de gaz à effet de serre à partir des nouvelles projections climatiques de référence DRIAS-2020. Ils sont consultables sur un site dédié publié par Météo-France en novembre 2022.

## Urbanisme

### Typologie
Au 1er janvier 2024, Vanault-les-Dames est catégorisée commune rurale à habitat dispersé, selon la nouvelle grille communale de densité à sept niveaux définie par l'Insee en 2022.
Elle est située hors unité urbaine. Par ailleurs la commune fait partie de l'aire d'attraction de Vitry-le-François, dont elle est une commune de la couronne,. Cette aire, qui regroupe 73 communes, est catégorisée dans les aires de moins de 50 000 habitants,.

### Occupation des sols
L'occupation des sols de la commune, telle qu'elle ressort de la base de données européenne d’occupation biophysique des sols Corine Land Cover (CLC), est marquée par l'importance des territoires agricoles (61,8 % en 2018), une proportion sensiblement équivalente à celle de 1990 (62,1 %). La répartition détaillée en 2018 est la suivante : 
terres arables (48,3 %), forêts (33 %), prairies (13,5 %), eaux continentales (3,3 %), zones urbanisées (1,9 %). L'évolution de l’occupation des sols de la commune et de ses infrastructures peut être observée sur les différentes représentations cartographiques du territoire : la carte de Cassini (XVIIIe siècle), la carte d'état-major (1820-1866) et les cartes ou photos aériennes de l'IGN pour la période actuelle (1950 à aujourd'hui).

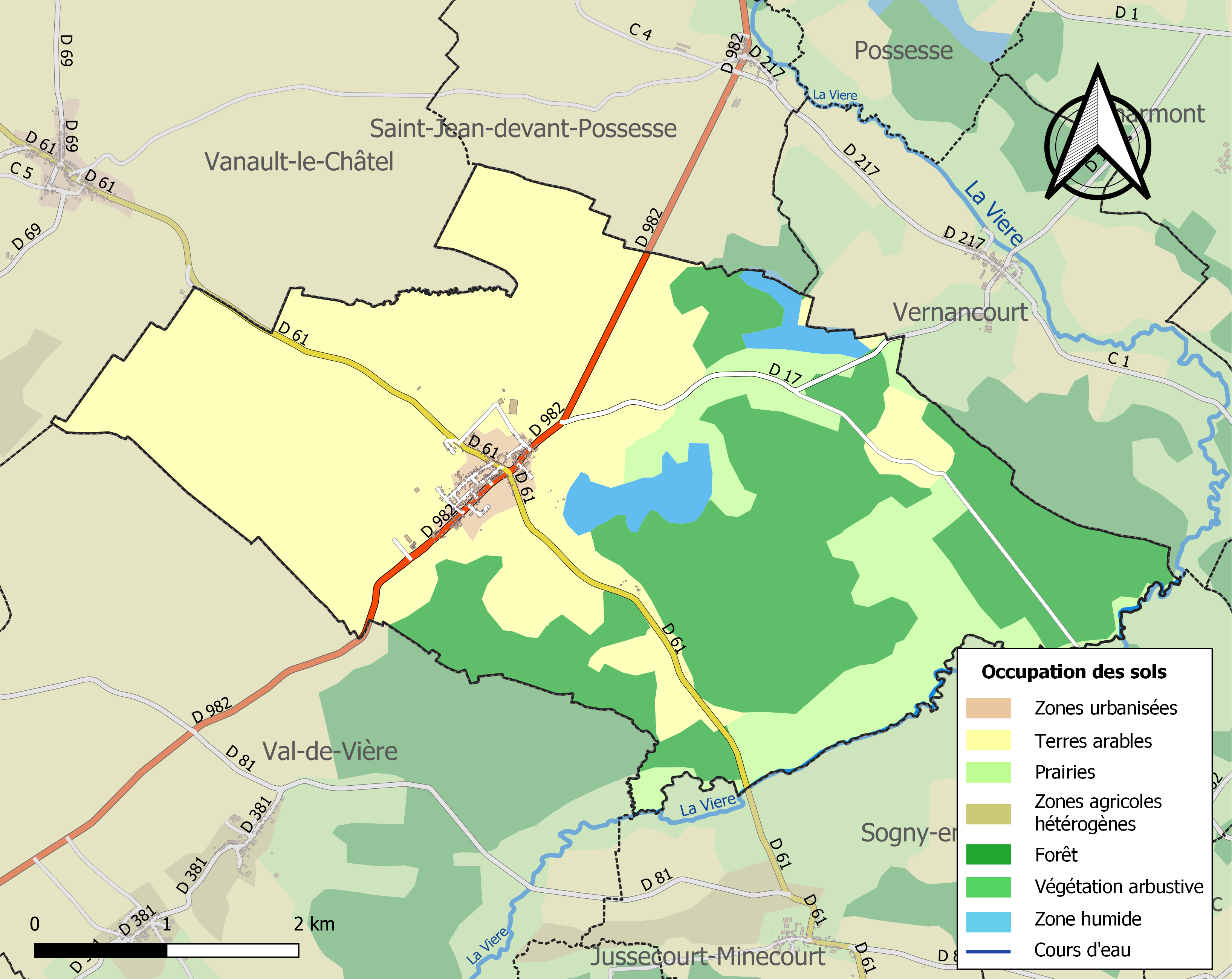
Carte des infrastructures et de l'occupation des sols de la commune en 2018 (CLC).

## Toponymie
Le nom de la localité est attesté sous les formes Wasnou les Dames (128.) ; Wanou les Dames (vers 1287) ; Warno les Dames (vers 1300) ; Wanou ad Dominas (1303) ; Prioratus de Wasnon ad Dominas. Fuerunt ibi quondam domine moniales ; nunc sunt canonici regulares,… (1346) ; Wanault les Dames (1373) ; Vanodium ad Dominas (1405) ; Vauvré-les-Dames (1573) ; Vano-les-Dames (XVIIIe siècle) ; Vanault-lez-Dames (1060).

Les Dames évoque une Abbaye ruinée(le monastère féminin a disparu vers 1254), le mot Dames a désigné les religieuses. 
Au cours de la Révolution française, la commune porta provisoirement les noms de Vanault et de Vanault-les-Frères.

## Histoire
Grande Guerre: Si Vanault les Dames ne fait pas partie des noms qui viennent spontanément à l'esprit lorsqu'on évoque la première guerre mondiale, il apparaît dans l'Historique du 282e  R.A.L. [Régiment d'Artillerie Légère], de l’Éditeur Henri-Charles LAVAUZELLE, 1920, que le village a servi de base arrière pour ce Régiment 

On apprend que le 2 juin et le 6 juillet 1916, les batteries d'artillerie vont se reformer à Vanault les Dames ;  qu'en 1918, le 1er octobre, deux groupes de soldats, malades de la grippe, sont envoyés au repos à Vanault les Dames ; enfin, qu'il y existait un régiment d'Artillerie Légère.

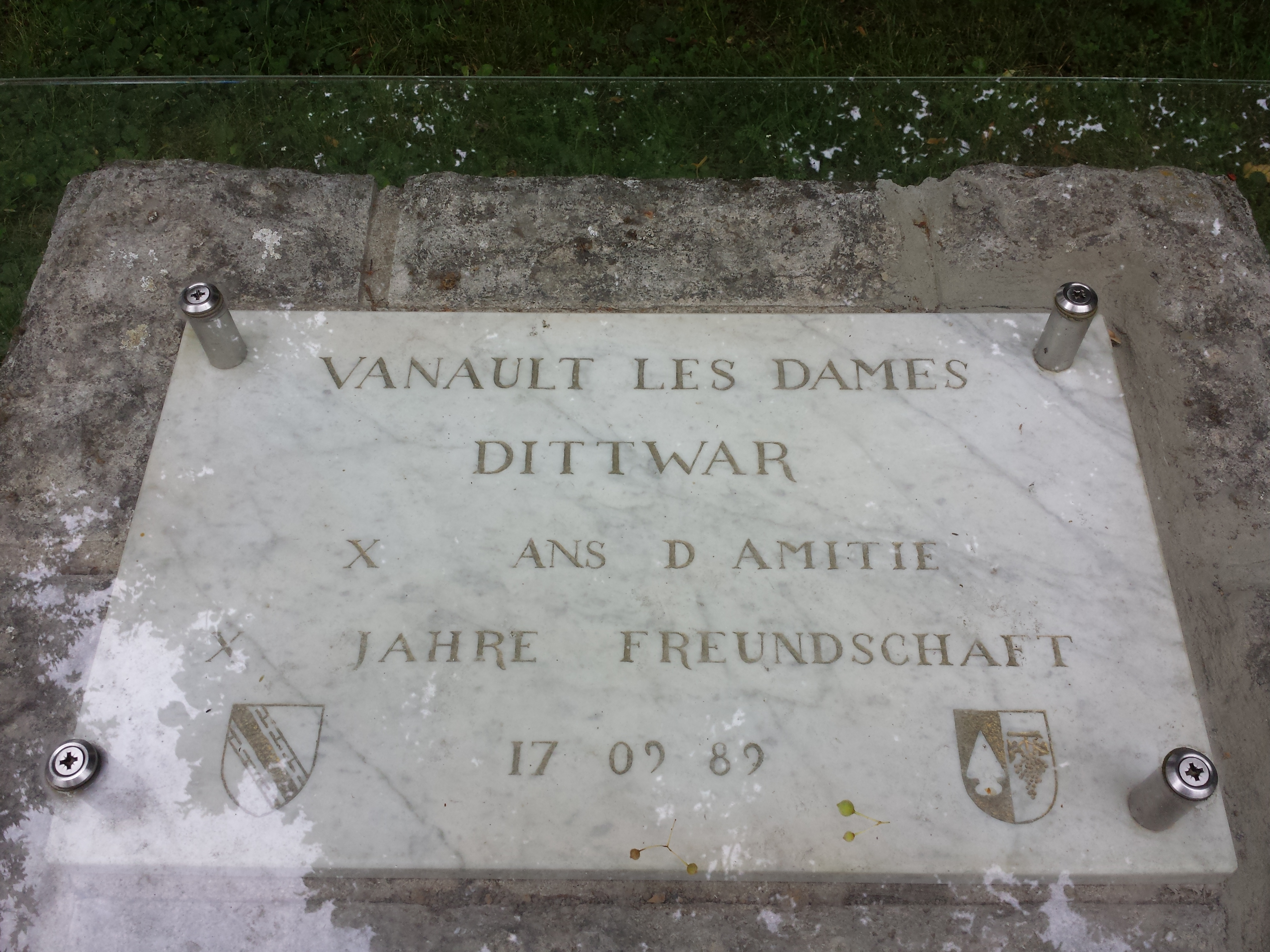
Dix ans d'amitié entre Dittwar et Vanault-les-Dames (1989)

1979: Vanault-les-Dames (France) et Dittwar (l'Allemagne). À partir d'un jumelage - les échanges culturels français-allemand.
2009: 30 ans: Le jumelage Vanault - Dittwar depuis 1979.

## Politique et administration

### Intercommunalité
La commune, antérieurement membre de la communauté de communes des Côtes de Champagne, est membre, depuis le 1er janvier 2014 de la communauté de communes Côtes de Champagne et Saulx elle-même devenue au 1er janvier 2017 la communauté de communes Côtes de Champagne et Val de Saulx.
En effet, conformément aux prévisions du schéma départemental de coopération intercommunale (SDCI) de la Marne du 15 décembre 2011, les quatre petites intercommunalités : 

- communauté de communes de Saint-Amand-sur-Fion, 
- communauté de communes des Côtes de Champagne, 
- communauté de communes des Trois Rivières 
- communauté de communes de Champagne et Saulx 

ont fusionné le 1er janvier 2014, en intégrant la commune isolée de Merlaut, pour former la nouvelle communauté de communes Côtes de Champagne et Saulx.

### Liste des maires
| Période                                  | Période       | Identité                        | Étiquette       | Qualité |
| ---------------------------------------- | ------------- | ------------------------------- | --------------- | --- |
| Les données manquantes sont à compléter. |               |                                 |                 | |
|                                          | 1804          | Jean Baptiste Garinet           |                 | |
|                                          |               | Joseph Garinet                  |                 | |
|                                          | 1824          | Louis Nicolas Roussinet         |                 | |
|                                          |               | Jean Garinet-Lignot             |                 | |
|                                          |               | Pierre Nicolas François Mathiot |                 | |
|                                          |               | Nicolas François Lecosse        |                 | |
|                                          |               | Fidele Parfait Mathiot          |                 | |
|                                          |               | ~ Garinet                       |                 | |
|                                          | 1876          | Pierre Prudent Collin           |                 | |
| 1876                                     | 1883          | Jules Victor Renaut             |                 | |
| 1884                                     | 1912          | Ferdinand Garinet               |                 | |
| 1912                                     | 1935          | Jules Tholite                   |                 | |
|                                          |               | Épiphane Collin                 |                 | |
|                                          |               | Victor Jacques                  |                 | |
|                                          |               | ~ Loriot                        |                 | |
| Les données manquantes sont à compléter. |               |                                 |                 | |
| mai 1953                                 | novembre 1985 | Aymard de Courson               |                 | Inspecteur des Finances Conseiller général d'Heiltz-le-Maurupt (1958 → 1985) Décédé en fonction |
| janvier 1986                             | octobre 2017  | Charles de Courson              | UDF puis NC-UDI | Fils du précédent Magistrat à la Cour des comptes Député de la Marne (5e circ.) (1993 → ) Conseiller général d'Heiltz-le-Maurupt (1986 → 2015) Conseiller départemental de Sermaize-les-Bains (2015 → ) Président de la CC des Côtes de Champagne ( ? → 2013) Président de la CC Côtes de Champagne et Saulx ( 2014 → ) Réélu pour le mandat 2014-2020, |
| octobre 2017                             | En cours      | Caroline Issenhuth              | DVD             | |

## Équipements et services publics

### Eau et déchets
Le service public des déchets est assuré par le Syndicat mixte du Sud-Est Marnais (SYMSEM), qui a mis en place une redevance incitative. La collecte des ordures ménagères résiduelles (en bacs noirs pucés ou en sacs rouges prépayés) et des emballages ménagers recyclables (en sacs jaunes) est réalisée en porte à porte. Le SYMSEM adhérant au syndicat de valorisation des ordures ménagères de la Marne (SYVALOM), ces déchets sont amenés en centre de transfert à Sainte-Menehould ou Vitry-en-Perthois, puis valorisés sur le site de La Veuve. La collecte du verre se fait en apport volontaire, avant transformation dans une usine de Reims.
Pour les déchets volumineux ou dangereux, le SYMSEM met à disposition de ses habitants une plateforme de déchets verts et gravats, à Saint-Amand-sur-Fion, ainsi que 12 déchèteries, dont celle de Vanault-les-Dames qui a vu 3 627 passages en 2023.

## Démographie
L'évolution du nombre d'habitants est connue à travers les recensements de la population effectués dans la commune depuis 1793. Pour les communes de moins de 10 000 habitants, une enquête de recensement portant sur toute la population est réalisée tous les cinq ans, les populations de référence des années intermédiaires étant quant à elles estimées par interpolation ou extrapolation. Pour la commune, le premier recensement exhaustif entrant dans le cadre du nouveau dispositif a été réalisé en 2005.

En 2022, la commune comptait 369 habitants, en évolution de +0,82 % par rapport à 2016 (Marne : −1,19 %, France hors Mayotte : +2,11 %).
| 1793 | 1800 | 1806 | 1821 | 1831 | 1836 | 1841 | 1846 | 1851 |
| ---- | ---- | ---- | ---- | ---- | ---- | ---- | ---- | ---- |
| 548  | 611  | 609  | 641  | 628  | 596  | 636  | 664  | 629  |

| 1856 | 1861 | 1866 | 1872 | 1876 | 1881 | 1886 | 1891 | 1896 |
| ---- | ---- | ---- | ---- | ---- | ---- | ---- | ---- | ---- |
| 600  | 585  | 555  | 515  | 518  | 531  | 522  | 506  | 462  |

| 1901 | 1906 | 1911 | 1921 | 1926 | 1931 | 1936 | 1946 | 1954 |
| ---- | ---- | ---- | ---- | ---- | ---- | ---- | ---- | ---- |
| 452  | 497  | 489  | 413  | 440  | 436  | 417  | 316  | 341  |

| 1962 | 1968 | 1975 | 1982 | 1990 | 1999 | 2005 | 2006 | 2010 |
| ---- | ---- | ---- | ---- | ---- | ---- | ---- | ---- | ---- |
| 403  | 410  | 348  | 345  | 292  | 331  | 353  | 349  | 405  |

| 2015 | 2020 | 2022 | - | - | - | - | - | - |
| ---- | ---- | ---- | - | - | - | - | - | - |
| 367  | 368  | 369  | - | - | - | - | - | - |

## Culture locale et patrimoine

### Lieux et monuments
- Église Saint-Rémi XIXe siècle.

### Personnalités liées à la commune
- Claude Joseph Garinet (1766, Vanault-les-Dames - 1850, Châlons-sur-Marne). Maire de Châlons de 1824 à 1831.
- Marguerite Victoire Garinet (1808, Vanault-les-Dames - 1897, Châlons-sur-Marne). Épouse de Jules Garinet et bienfaitrice de la commune de Vanault.

### Héraldique
| Armes de Vanault-les-Dames | Les armes de la commune se blasonnent ainsi : tranché : au premier d'azur à l'épée basse et à la crosse passées en sautoir, cantonnées, en chef, du nom de Jésus et, en pointe, d'un besant, le tout d'or, au second de gueules à la fontaine d'argent ; à la bande d'argent côtoyée de deux doubles cotices potencées et contre-potencées d'or brochant sur la partition. |